# لنينوغورسك
لنينوغورسك (بالروسية: Лениногорск) هي إحدى مدن روسيا في الكيان الفدرالي الروسي تتارستان.

## أعلام
- رومان تروفيموف